# Municipio de Meadow Lake
El municipio de Meadow Lake (en inglés: Meadow Lake Township) es un municipio ubicado en el condado de Barnes en el estado estadounidense de Dakota del Norte. En el año 2010 tenía una población de 81 habitantes y una densidad poblacional de 0,86 personas por km².

## Geografía
El municipio de Meadow Lake se encuentra ubicado en las coordenadas 46°45′41″N 98°21′13″O / 46.76139, -98.35361. Según la Oficina del Censo de los Estados Unidos, el municipio tiene una superficie total de 94.2 km², de la cual 93,53 km² corresponden a tierra firme y (0,71 %) 0,67 km² es agua.

## Demografía
Según el censo de 2010, había 81 personas residiendo en el municipio de Meadow Lake. La densidad de población era de 0,86 hab./km². De los 81 habitantes, el municipio de Meadow Lake estaba compuesto por el 100 % blancos. Del total de la población el 0 % eran hispanos o latinos de cualquier raza.